# Окулов, Григорий
Григорий Окулов — учитель Санкт-Петербургской Духовной Семинарии, писатель.

## Биография
Окулов происходил из духовного звания. После окончании курса в Александро-Невской Академии был определён на службу в С.-Петербургскую Палату Гражданского Суда. Затем, в октябре 1828 г. перешёл на службу в С.-Петербургскую Духовную Семинарию учителем финского языка.
С апреля 1829 года, по поручению Комитета духовных училищ, занимался корректурой, а затем и переводом издаваемых на финском языке книг духовного содержания. В 1833 г. ездил для усовершенствования в финской филологии в Гельсингфорский университет.
Вскоре издал финскую азбуку, а затем и грамматику.
В 1837 г. был признан начальством «неблагонадежным по болезненным припадкам и неисправности по классу» и уволен от службы.

## Произведения
Окулов писал прозу и стихи. В 1813 г. издал «Встреча Суворова с Кутузовым или вести, принесенные в царство мертвых кн. Смоленским» (2-е изд. 1814 г.).
В 1817 г. вышла отдельной брошюрой его статья «Рассмотрение рассуждения изданного г. Измайловым в журнале Сын Отечества о басне и самых его басен», где Окулов подверг строгой критике произведения известного в то время баснописца. Статья вызвала в тогдашней российской журналистике немало толков за и против.
В 1836 г. Окулов издал «Грамматику финского языка, сочиненную для преподавания в СПб. Дух. Семинарии».
Окулов написал следующие оды и стихотворения:
- «Послание гр. Д. И. Хвостову» (1812 г.);
- «На брак моего благотворителя С. И. Голенищева-Кутузова»;
- «Ироническая песнь на победы, одержанные над французами при Двине»;
- «На победы, одержанные над французами гр. Витгенштейном»;
- «Ода на взятие Парижа» (1814 г.);
- «Чувства русского в день священного коронования Государя Императора Николая Павловича» (1826 г., репринт 2012 г[4].).